# کارلمان یکم
کارلمان یکم(۷۵۱-۴ دسامبر۷۷۱)پادشاه فرانک‌ها از ۷۶۸ تا سال مرگش بود. او دومین پسر پپن کهتر بود.
وی برادر شارلمانی بود. این دو پس از مرگ پدر سرزمینش را میان خویش بخش کردند. اوسترازیا به زیر فرمان کارلمان درآمد. مرگ کارلمان در هاله‌ای از ابهام است. برخی تاریخ‌نویسان گمان می‌برند که مرگش با رقابت میان او و برادرش پیوندی داشته‌است. به هر روی پس از مرگ زودهنگام وی، سرزمینهای زیر فرمانش به برادرش شارلمانی رسید.
کارلمان یکم در کلیسای سن-دنی به خاک سپرده شد.